# Peter de Svanenskiold
Peder "Peter" de Svanenskiold (13. januar 1764 eller 1765 på Svanholm – 17. februar 1829 på Farumgård) var en dansk godsejer og hofjægermester, far til N.E.E. de Svanenskjold og Morten de Svanenskiold.
Han var søn af Niels de Svanenskiold og hustru Johanne Neergaard og købte 1801 Svanholm af sin mor for 200.000 rigsdaler. Svanholm gik derefter – som den sidste herregård i Danmark – over til kobbelbrug i stedet for det gamle trevangsbrug. Svanholm og Orebjerg blev solgt 1805 til grev Preben Bille-Brahe. Svanenskiold købte 1806 Farumgård, som han ejede til sin død.
Han blev gift 1786 med Regine Dorothea Cathrine Qvistgaard (19. september 1766 på Gerdrup - 17. maj 1827 på Farumgård), datter af Morten Qvistgaard.
Han er begravet på Farum Kirkegård.